# Frédéric-César de La Harpe
Frédéric-César de La Harpe, o F.C. de Laharpe (Rolle, 6 aprile 1754 – Losanna, 30 marzo 1838), è stato un politico svizzero attivo nel Canton Vaud e precettore dello zar di Russia Alessandro I.

## Biografia
Ottenuto un dottorato in diritto all'università di Tubinga nel 1774, esercitò come avvocato e come magistrato nella Camera suprema d'appello. Fu membro del Consiglio dei Duecento di Losanna. Entrò presto in polemica con il patriziato bernese che esercitava il suo dominio sul baliaggio. Nonostante le sue idee dichiaratamente repubblicane, nel 1782 l'imperatrice Caterina II di Russia gli offrì di seguire come guida i suoi abiatici in viaggio verso l'Italia (→ Grand Tour). Il viaggio lo portò a Roma, in Sicilia, a Malta e, sulla via del ritorno, a Napoli, dove era entrato a far parte della massoneria, essendo stato iniziato nella Loggia "La Vittoria" nel 1762. Concluso il Grand Tour, la zarina lo incaricò dell'educazione dei suoi abiatici: Alessandro (futuro zar di Russia) e Costantino. La Harpe non si presentò come semplice professore, ma come “guida per prìncipi”, deciso a fare dei due pupilli dei futuri sovrani illuminati. A costoro trasmise le idee del filosofo ginevrino J.J. Rousseau (Contrat social) e dell'inglese John Locke (Upon civil governement). Entrò a far parte della società pietroburghese e nel 1791 sposò Dorothée Catherine Boehtlingk, figlia di Lewin Fabian, ricco commerciante del luogo.
Entusiasta della Rivoluzione francese e dei suoi princìpi, a partire dal 1793 pubblicò su un giornale britannico - il London Chronicle - delle lettere (firmate con gli pseudonimi Philanthropus o Helvetus) in cui denunciava il dispotismo bernese nei territori del Vaud, chiedendo alla Gran Bretagna di patrocinare la causa vodese. Nel 1795 La Harpe lasciò la corte russa deciso a tornare in patria, ma le autorità bernesi gli negarono il domicilio a Rolle. Si trasferì dapprima a Genthod, sul Lago Lemano, nel Canton Ginevra poi, nel 1796, a Parigi. Da Genthod La Harpe continuò la sua azione politica, collaborando con il repubblicano basilese Peter Ochs e sollecitando un intervento armato delle truppe rivoluzionarie francesi nel Vaud. Nel 1798 le truppe francesi entrarono in Svizzera. La popolazione insorse contro i patriziati urbani a Basilea e nelle campagne di Zurigo. Nel Vaud i moti si concentrarono contro il dominio bernese e La Harpe, promuovendo attivamente la costituzione della Repubblica Elvetica, proclamò la Repubblica del Lemano: i territori del Vaud andarono a formare il Dipartimento del Lemano della neonata Repubblica.
In un primo tempo La Harpe restò a Parigi come mediatore. Poi partecipò per un breve periodo al Direttorio dell'Elvetica (dal 29 giugno 1798 al 7 gennaio 1800). Non nascose le sue mire autocratiche (inimicandosi gran parte dei repubblicani elvetici, tra cui Peter Ochs), ma gli mancò l'appoggio di Napoleone. Il 7 gennaio 1800 i repubblicani rovesciarono il regime di La Harpe (e la maggioranza “patriottica”), che lasciò la Svizzera. Si trasferì prima in Russia (alla corte di Alessandro I) e poi in Francia, dove visse ritirato dalla vita politica sino alla caduta di Napoleone. Il Congresso di Vienna del 1815 lo fece ritornare sulla scena politica, l'amicizia personale con il suo ex allievo Alessandro I, gli permise di difendere la legittimità dei cantoni svizzeri nati con l'Atto di Mediazione nel consesso austriaco: il Canton Argovia, il Canton Ticino e il Canton Vaud. Nel 1816 La Harpe si stabilì definitivamente a Losanna. Partecipò alla vita politica del neonato cantone come membro del legislativo (il Gran Consiglio) dal 1817 al 1828, difendendo posizioni liberali. Morì nel 1838.

## Opere
- Essai sur la Constitution du Pays de Vaud. 2 Volumi. Parigi 1796.
- Instructions pour l'Assemblée Représentative de la République Lémanique (Insieme con Vincent Perdonnet). Parigi 1797.
- Rechtfertigungsschrift des Bürgers Cesar Friedrich Laharpe, Mitglied des ehemaligen Direktoriums der helvetischen Republik. Nebst einigen Erklärungs-Noten. Basilea 1800.
- Histoire du major Davel, proscrit en 1723 par l'ancien gouvernement de Berne, écrite en 1725, par un contemporain de ce martyr de la liberté vaudoise, seconde édition accompagnée de notes. Losanna 1805.
- Quelques observations sur la révision de la constitution vaudoise de 1814. Losanna 1831.
- Mémoires de Frédéric-César La Harpe concernant sa conduite comme Directeur de la République helvétique: adressés par lui-mème à Zschokke [1804] (composto da Jacques Vogel), Parigi-Ginevra-Berna 1864.